# Джордж Докмеджян
Гурген Джордж Докмеджян-молодший (англ. Courken George Deukmejian, Jr.; 6 липня 1928, Менандс, Нью-Йорк — 8 травня 2018, Лонг-Біч) — американський політик-республіканець, губернатор Каліфорнії з 1983 по 1991.
Син вірменських емігрантів з Ірану. Отримав диплом юриста у 1952 році в Університет Сент-Джона у Нью-Йорку. Він переїхав до Каліфорнії у 1955 і одружився у 1958 на Глорії Саатджіан. Мав двох доньок і сина.
У 1963 Докмеджян став членом Зборів штату, у 1967 він був обраний до Сенату Каліфорнії. Генеральний прокурор штату Каліфорнія з 1979 по 1983, проводив кампанію проти марихуани у Північній Каліфорнії. Працював юристом у Лос-Анджелесі з 1991 по 2000.